# Unidad fundamental
Las unidades básicas o unidades físicas fundamentales, son aquellas que se describen por una definición operacional y son independientes desde el punto de vista tridimensional. Todas las demás unidades utilizadas para expresar magnitudes físicas se pueden derivar de estas unidades básicas y se conocen como unidades derivadas. La derivación se lleva a cabo por medio del análisis dimensional.

## Magnitudes y unidades
En el lenguaje de la medición, las magnitudes son aspectos cuantificables de la naturaleza, tales como tiempo, longitud, velocidad, masa, temperatura, energía, o peso, y las unidades se usan para describir sus mediciones. Muchas de esas magnitudes están relacionadas entre ellas por leyes físicas, y por ello las unidades de algunas magnitudes pueden ser expresadas como productos (o relación) de otras unidades (p.e., la velocidad se mide en distancia dividida por tiempo). Estas relaciones son estudiadas en el análisis dimensional.
Hay otras relaciones entre magnitudes físicas que pueden expresarse a través de la definición de constantes fundamentales. Por ejemplo, el tiempo y la distancia están interrelacionadas por la velocidad de la luz, c, que es una constante fundamental. Es posible usar esta relación para eliminar tanto la unidad fundamental del tiempo como la de la distancia. Una consideración similar se puede aplicar a la constante de Planck, h, que relaciona la energía (con dimensiones de masa, longitud y tiempo) con la frecuencia (dimensiones de tiempo).

## Sistema Internacional de Unidades
En el Sistema Internacional de Unidades, hay siete unidades básicas o fundamentales: kilogramo, metro, candela, segundo, amperio, kelvin y mol. A partir de estas se determinan las demás (derivadas):
En teoría, un sistema de magnitudes fundamentales (o a veces dimensiones fundamentales) podría ser aquel que cumpliera que cualquiera otras magnitudes físicas (o dimensión de magnitudes físicas) pudieran ser generadas a partir de ellas.